# Louis Prima

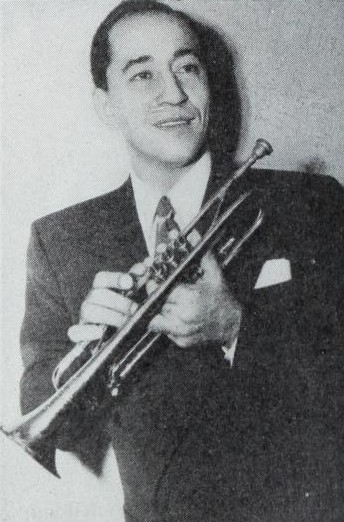
Prima met zijn trompet, circa 1947

Louis Prima (New Orleans, 7 december 1910 - aldaar, 24 augustus 1978) was een Amerikaans entertainer, zanger, acteur en trompettist. Hij werd in zijn tijd beschouwd als de "King of the Swing".
Prima ging mee met de trends in de muziek indertijd. Hij begon in de jaren 20 met een zevenkoppige jazzband in New Orleansstijl. In de jaren 30 speelde Prima in een succesvol swingcombo, en in de jaren 50 had hij een show in het Sahara in Las Vegas. In de jaren 60 ging Prima verder met een pop-rock go-go band. In al zijn muzikale bezigheden zag je zijn uitbundige persoonlijkheid terug.
Prima speelde in een aantal films, waaronder in 1936 samen met Bing Crosby in Rhythm on the Range. Ook verleende hij zijn stem aan de productie van de Disneyfilm Jungleboek, waarin hij de stem van koning Lowietje sprak.
Tot zijn bekendste nummers horen Jump, jive, an' wail, Just a Gigolo/I ain't got Nobody, Buona Sera, Sing, Sing, Sing, Angelina en Pennies From Heaven.
In de jaren 70 ging Prima's gezondheid achteruit. Hij kreeg een hartaanval in 1973, en in 1975 leed hij aan hoofdpijn en periodes van geheugenverlies, die door een hersentumor veroorzaakt bleken te worden. Vanwege een intracerebraal hematoom werd hij geopereerd om de tumor te verwijderen. Na de operatie raakte hij in een coma waar hij nooit meer uit zou komen. Hij werd overgebracht naar New Orleans, waar hij drie jaar later op 67-jarige leeftijd stierf. Prima werd begraven in het Metairie Cemetery in New Orleans.
Op 25 juli 2010, bijna 32 jaar na zijn dood, kreeg Louis Prima een ster op de beroemde Hollywood Walk of Fame.

## NPO Radio 2 Top 2000
| Nummer met noteringen in de NPO Radio 2 Top 2000 | '99 | '00  | '01  | '02  | '03  | '04  | '05  | '06  | '07  | '08  |
| ------------------------------------------------ | --- | ---- | ---- | ---- | ---- | ---- | ---- | ---- | ---- | ---- |
| Buona Sera                                       | 936 | 1130 | 1625 | 1441 | 1356 | 1601 | 1727 | 1160 | 1719 | 1446 |

1. ↑  Een vetgedrukt getal geeft de hoogste notering aan.
2. ↑  Deze tabel is bijgewerkt tot en met de laatste editie (2024).

- Biblioteca Nacional de España: XX894260
- Bibliothèque nationale de France: cb13898680w (data)
- Gemeinsame Normdatei: 118961403
- International Standard Name Identifier: 0000 0000 8096 9313
- Library of Congress Control Number: no89016730
- Nationale Bibliotheek van Letland: 000302816
- MusicBrainz: b5997eef-2516-491a-a10e-5cee842bbcdc
- Bibliotheek van het Japanse parlement: 001176137
- Nationale Bibliotheek van Israël: 987007429754605171
- Nederlandse Thesaurus van Auteursnamen: 073830046
- Istituto Centrale per il Catalogo Unico: UBOV526332
- SNAC: w6jt06b1
- Système universitaire de documentation: 159835682
- Trove: 1489933
- Virtual International Authority File: 17408624
- WorldCat: E39PBJwmVVCPmG7RJ79ptJ94bd